# Critérium National de la Route 1958
Il Critérium National de la Route 1958, ventisettesima edizione della corsa, si svolse il 23 marzo e fu vinto dal francese Roger Hassenforder della Saint-Raphaël che batté in volata i suoi connazionali Raphaël Geminiani e Claude Colette.

## Ordine d'arrivo (Top 10)
| Pos. | Corridore          | Squadra                   | Tempo    |
| ---- | ------------------ | ------------------------- | -------- |
| 1    | Roger Hassenforder | Saint-Raphaël             | 6h20'03" |
| 2    | Raphaël Geminiani  | Saint-Raphaël             | s.t.     |
| 3    | Claude Colette     | Peugeot-BP-Dunlop         | s.t.     |
| 4    | Joseph Groussard   | Helyett-Leroux-Hutchinson | a 26"    |
| 5    | Gilbert Bauvin     | Saint-Raphaël             | s.t.     |
| 6    | André Darrigade    | Helyett-Leroux-Hutchinson | s.t.     |
| 7    | Jacques Dupont     | Saint-Raphaël             | s.t.     |
| 8    | Louison Bobet      | Mercier-BP-Hutchinson     | s.t.     |
| 9    | Dominique Forlini  | Urago-D'Alessandro        | s.t.     |
| 10   | Fernand Picot      | Mercier-BP-Hutchinson     | s.t.     |